# احد گودرزیانی
احد گودرزیانی (۱۳۴۸ – ۲۹ آذر ۱۳۹۸) نویسنده، پژوهشگر و روزنامه‌نگار که از چهره‌های ادبیات مقاومت در ایران شناخته می‌شود. او در دومین و سومین همایش تجلیل از خبرنگاران و نویسندگان دفاع مقدس، به دلیل آثارش در دوهفته‌نامه کمان، نویسنده و خبرنگار نمونه اعلام شد.
احد گودرزیانی در سال ۱۳۴۸ در تهران زاده شد. در رشته زبان و ادبیات فارسی، مدرک کارشناسی گرفت و روزنامه‌نگاری را در مرکز گسترش آموزش رسانه‌ها فراگرفت. وی از سال ۱۳۷۲ در حوزه هنری سازمان تبلیغات اسلامی به عنوان پژوهشگر و نویسنده مشغول به کار شد و از سال ۱۳۷۵، مدیریت داخلی دوهفته‌نامه کمان را بر عهده داشت که نشریه‌ای با موضوع ادبیات دفاع مقدس است.

## آثار
نیمه پنهان یک اسطوره: کتابی ۴۰ صفحه‌ای دربارهٔ محمدابراهیم همت که بر اساس گفتگو با همسر وی، ژیلا بدیهیان انتشار یافته و به چاپ دهم رسیده‌است.
روزشمار ۱۵ خرداد: کتابی دو جلدی، دربارهٔ قیام ۱۵ خرداد ۱۳۴۲ که رخدادهای مرتبط با این واقعه را از سال ۱۳۴۰ گردآوری کرده‌است.
باغ انگور، باغ سیب، باغ آیینه: کتابی ۳۲ صفحه‌ای دربارهٔ مهدی باکری است که بر اساس گفتگوی مرتضی سرهنگی و احد گودرزیانی با همسر وی، صفیه مدرس انتشار یافته و به چاپ یازدهم رسیده‌است.
علاوه بر این موارد، گودرزیانی ویراستاری آثار متعددی را به عهده داشته‌است؛ از جمله کتاب پاسیاد پسر خاک که زندگینامه سید علی‌اکبر ابوترابی‌فرد است، کتاب آخرین نقش، زندگینامه مجید فریدفر.

## درگذشت
احد گودرزیانی در ۲۹ آذر ۱۳۹۸، به دلیل گرفتگی قلب درگذشت. وی مدتی در بیمارستان طالقانی ولنجک در تهران بستری بوده‌است.